# جون هيلز
جون هيلز (بالإنجليزية: John Hills)‏ (21 أبريل 1978 في المملكة المتحدة - ) هو لاعب كرة قدم بريطاني في مركز الدفاع. لعب مع سوانزي سيتي وشيفيلد وينزداي ونادي إيفرتون ونادي بلاكبول ونادي غيلينغهام وAFC Fylde ‏ وفليتوود تاون.

## وصلات خارجية
- جون هيلز على موقع قاعدة بيانات كرة القدم.إي يو (الإنجليزية)
- جون هيلز على موقع Soccerbase.com (لاعب) (الإنجليزية)
- جون هيلز على موقع عالم كرة القدم.نت (الإنجليزية)